# Șaru Dornei
Șaru Dornei è un comune della Romania di 4 195 abitanti, ubicato nel distretto di Suceava, nella regione storica della Moldavia.
Il comune è formato dall'unione di 7 villaggi: Gura Haitii, Plaiu Șarului, Neagra Șarului, Sărișor, Sărișoru Mare, Șaru Bucovinei, Șaru Dornei.